# 马西亚克-圣康坦
马西亚克-圣康坦（法語：Marcillac-Saint-Quentin，法語發音：[maʁsijak sɛ̃ kɑ̃tɛ̃]）是法国多尔多涅省的一个市镇，属于萨拉拉卡内达区。该市镇于1827年由原市镇马西亚克（Marcillac）和圣康坦（Saint-Quentin）合并而成。

## 地理
马西亚克-圣康坦（44°57'2"N, 1°12'47"E）面积16.46 平方千米，位于法国新阿基坦大区多爾多涅省，该省份为法国西南部内陆省份，是法國本土面积第三大的省，大致对应佩里戈尔地区，北起顺时针与夏朗德省、上维埃纳省、科雷兹省、洛特省、洛特-加龙省、吉倫特省和滨海夏朗德省接壤。
与马西亚克-圣康坦接壤的市镇（或旧市镇、城区）包括：拉沙佩勒欧巴雷伊、萨拉拉卡内达、塔涅斯、普鲁瓦桑、圣克雷潘和卡尔吕塞、圣热涅斯。
马西亚克-圣康坦的时区为UTC+01:00、UTC+02:00（夏令时）。

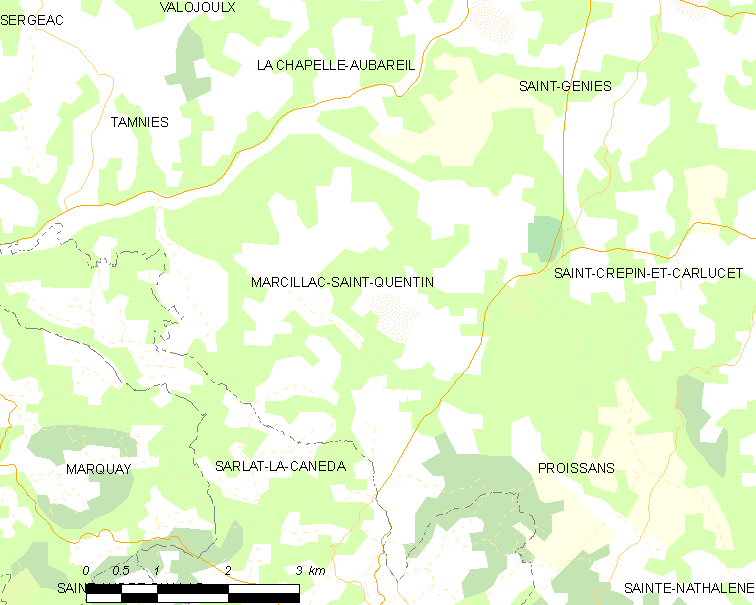
马西亚克-圣康坦的OSM定位图

## 行政
马西亚克-圣康坦的邮政编码为24200，INSEE市镇编码为24252。

## 政治
马西亚克-圣康坦所属的省级选区为萨拉拉卡内达县。

## 人口

1962-2008年间马西亚克-圣康坦人口变化图示

马西亚克-圣康坦于2022年1月1日时的人口数量为839人。